# مكتب (أثاث)

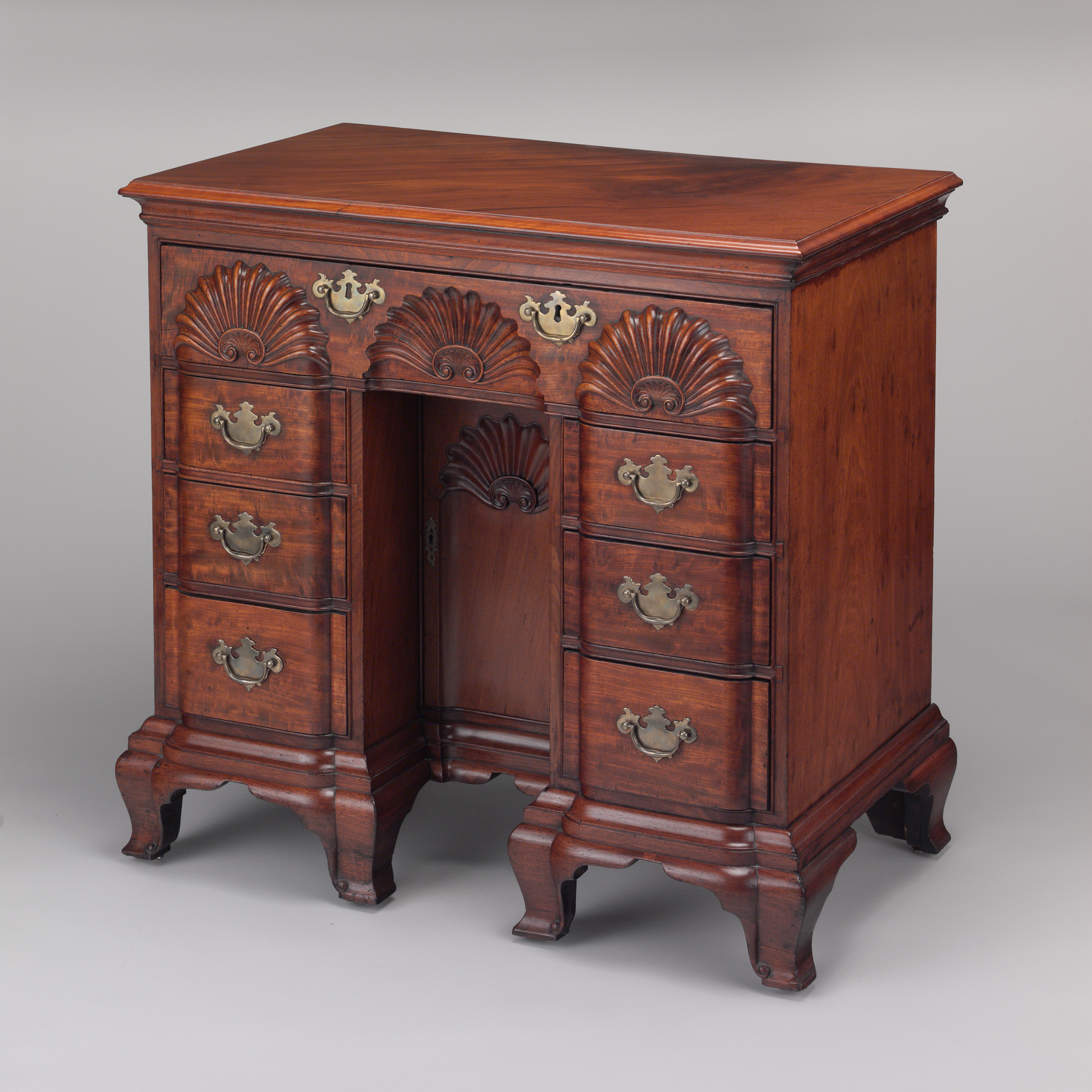
مكتب؛ حوالي عام 1765؛ الماهوجني والكستناء وحور الزنبق؛ 87.3 × 92.7 × 52.1 سم؛ متحف متروبوليتان للفنون (مدينة نيويورك)

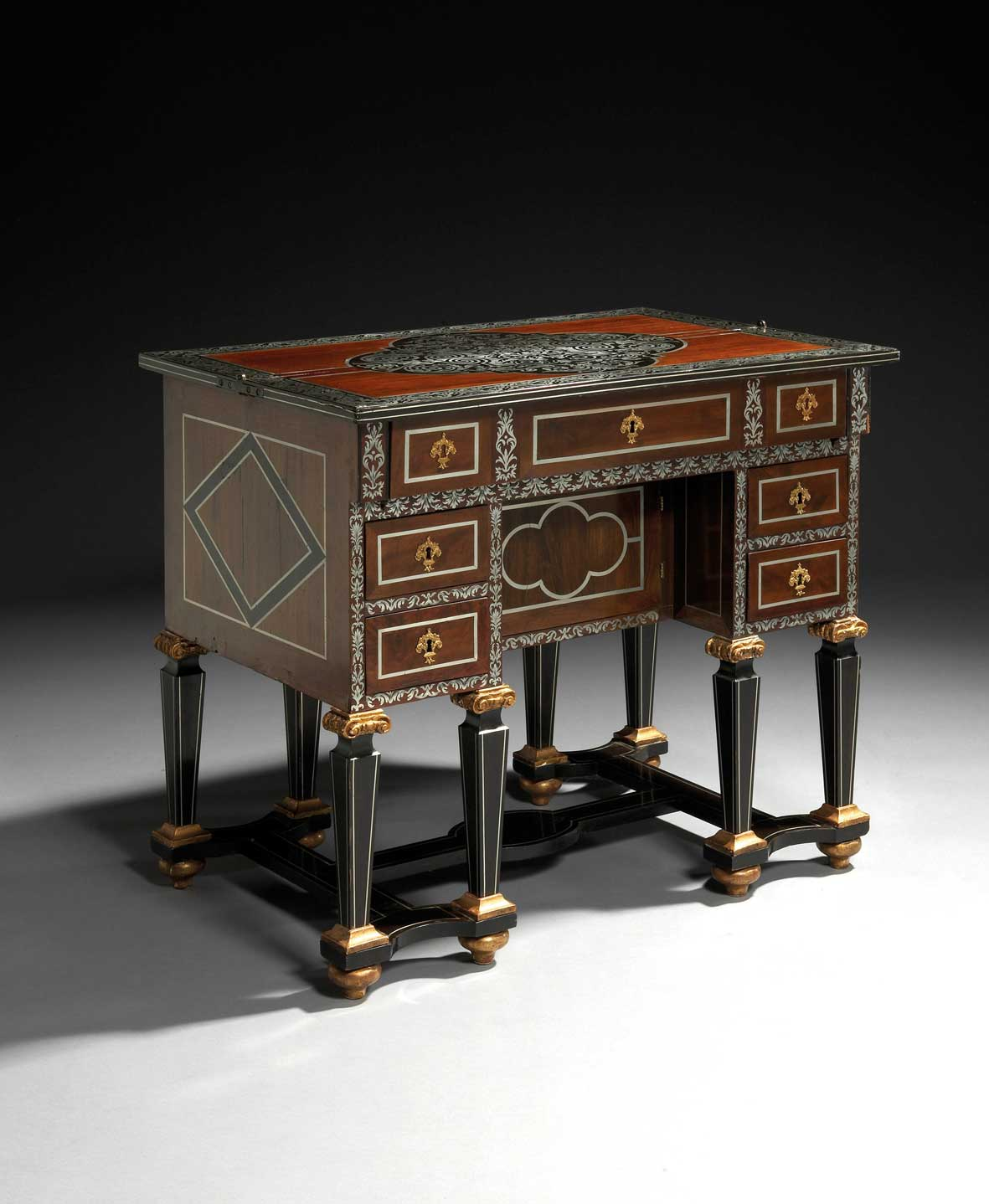
مكتب قديم مزخرف

المَكْتِب (الجمع: مَكَاتِب) هو قطعة أثاث ونوع من المناضد التي تستخدم غالبًا للجلوس عليها في المدرسة أو المكتب لأجل القراءة أو الكتابة أو استخدام الحاسوب. وتحتوي المكاتب غالبًا على درج واحد أو أكثر أو أجزاء مستقلة أو فتحات صغيرة لتخزين الأوراق واللوازم المكتبية. عادة ما تكون المكاتب مصنوعة من الخشب أو المعدن، على الرغم من رؤية بعض المواد مثل الزجاج في بعض الأحيان.
تحتوي بعض المكاتب على شكل طاولة، على الرغم من أن جانبًا واحدًا فقط من المكتب مناسب للجلوس عليه (هناك بعض الاستثناءات، مثل مكتب الشركاء)، على عكس معظم الطاولات المعتادة. لا تصنع كل المكاتب على شكل المنضدة، فمثلاً هنالك المكتب الدولابي هو مكتب مبني داخل ما يشبه خزانة دولاب الملابس، وهنالك المكتب النقّال هو خفيف بالدرجة التي تسمح بوضعه في حجر الإنسان. ولا بد أن يكون المكتب متينًا بما فيه الكفاية، لأن الكثيرين يستندون إليه في أثناء استخدامه. وكانت المكاتب تُصنع في بادئ الأمر من الخشب، ثم تحول تصنيعها تدريجيًا نحو مواد أكثر صلابة وأطول عمرًا. في معظم الحالات، يجلس الأشخاص على مكتب، إما على كرسي منفصل أو كرسي مدمج (على سبيل المثال، في بعض المكاتب المدرسية). يستخدم بعض الأشخاص مكاتب الوقوف ليتمكنوا من الوقوف أثناء استخدامها. وهناك أسماء أخرى للمكتب هي منضدة الكتابة أو النضد أو الأريكة أو المكتب ذو رف أو المقرأ أو منضدة القراءة أو المكتب المعقوف أو النضد المدرسي أو مكان العمل أو طاولة الكتابة. وفي اللغة الأسبانية يطلق على المكتب اسم السكريتوريو (el escritorio)

## التاريخ

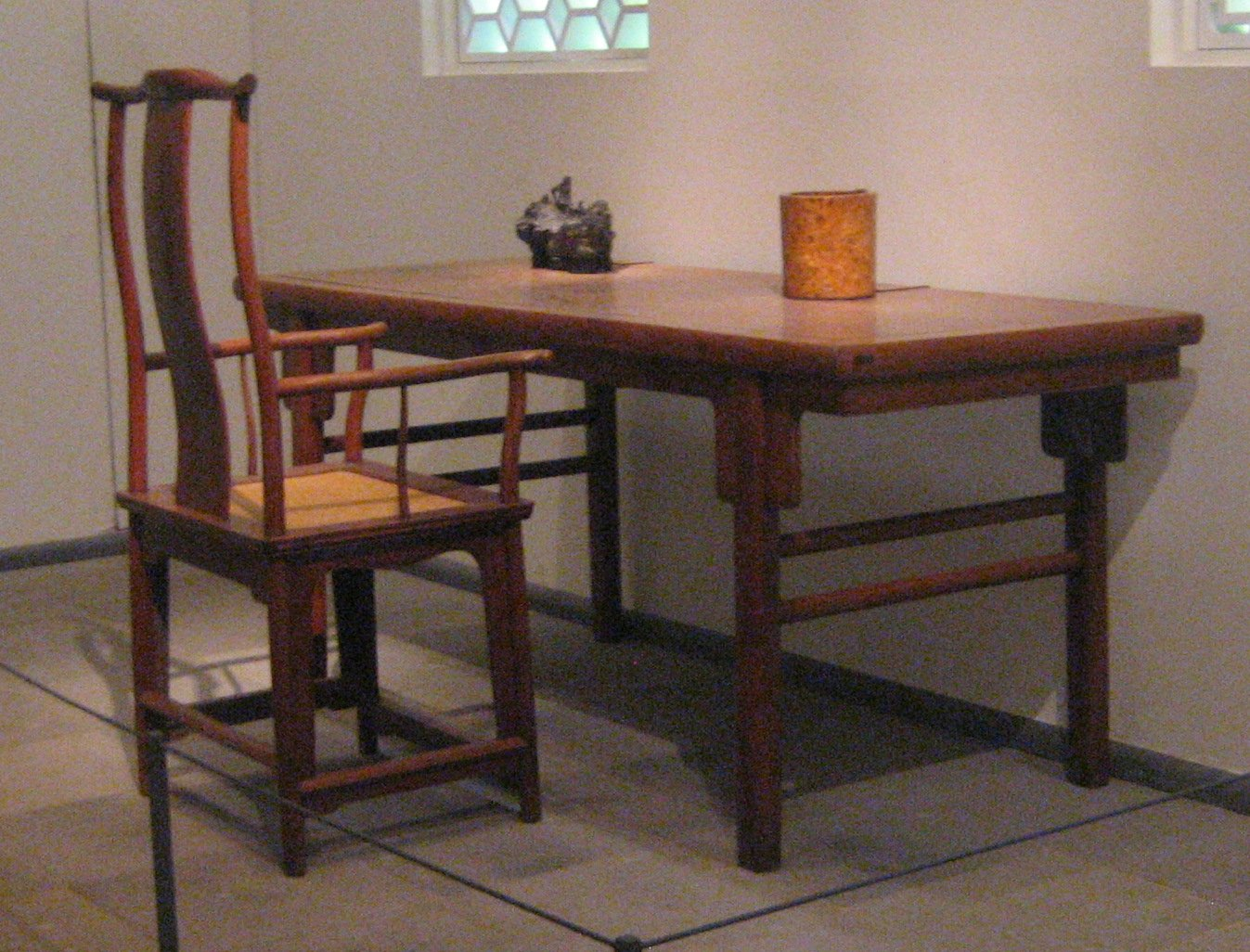
مكتب التحرير الصيني للقرن الثاني عشر

يبدو أن الأثاث المكتبي لم يستخدم في العصور القديمة الكلاسيكية أو في المراكز القديمة الأخرى للحضارة المتعلمة في الشرق الأوسط أو الشرق الأقصى، ولكن لا يوجد دليل محدد. تُظهر الرسوم التوضيحية في العصور الوسطى القطع الأولى من الأثاث التي يبدو أنها صُممت وصُنعت للقراءة والكتابة. قبل اختراع آلة الطباعة بالحروف المتحركة في القرن الخامس عشر، كان من المحتمل أن يكون أي قارئ كاتبًا أو ناشرًا أو كليهما، حيث كان لابد من نسخ أي كتاب أو مستند آخر يدويًا. صممت المكاتب بفتحات وخطافات للإشارات المرجعية ولحفظ أدوات الكتابة. ونظرًا لأن أحجام المخطوطات كانت كبيرة وثقيلة في بعض الأحيان، فقد كانت المكاتب في تلك الفترة عادةً ما تحتوي على هياكل ضخمة.
كانت مكاتب عصر النهضة والعصور اللاحقة ذات هياكل أقل حجماً نسبيًا، وتمت إضافة المزيد والمزيد من الأدراج حيث أصبحت النجارة أكثر دقة وصار صنع الخزانات تجارة متميزة. وفي الغالب ممكن معرفة ما إذا كانت الطاولة أو قطعة الأثاث الأخرى في تلك الأوقات قد صممت لاستخدامها كمكتب أم لا، من خلال البحث عن درج بهِ ثلاث فواصل صغيرة (واحد لكل وعاء حبر، ونشاف وصينية مسحوق)) ومكان لتخزين الأقلام.
طورت أشكال المكتب الأساسية في الغالب في القرنين السابع عشر والثامن عشر. أما مكتب الحاسوب الحديث المريح هو تحسين لتصميم طاولة الرسم المعقدة آلياً أو طاولة الصياغة من نهاية القرن الثامن عشر.

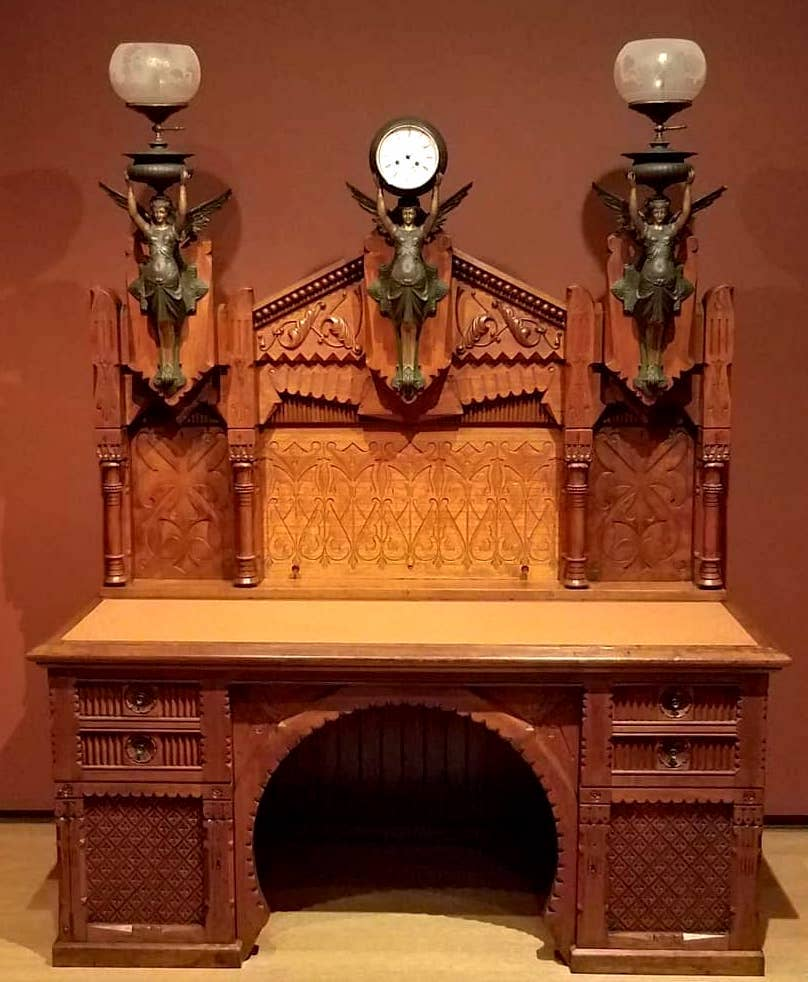
مكتب الزينة (الجوز)، صممه فرانك فورنيس، 1870-1871، متحف فيلادلفيا للفنون

## العصر الصناعي

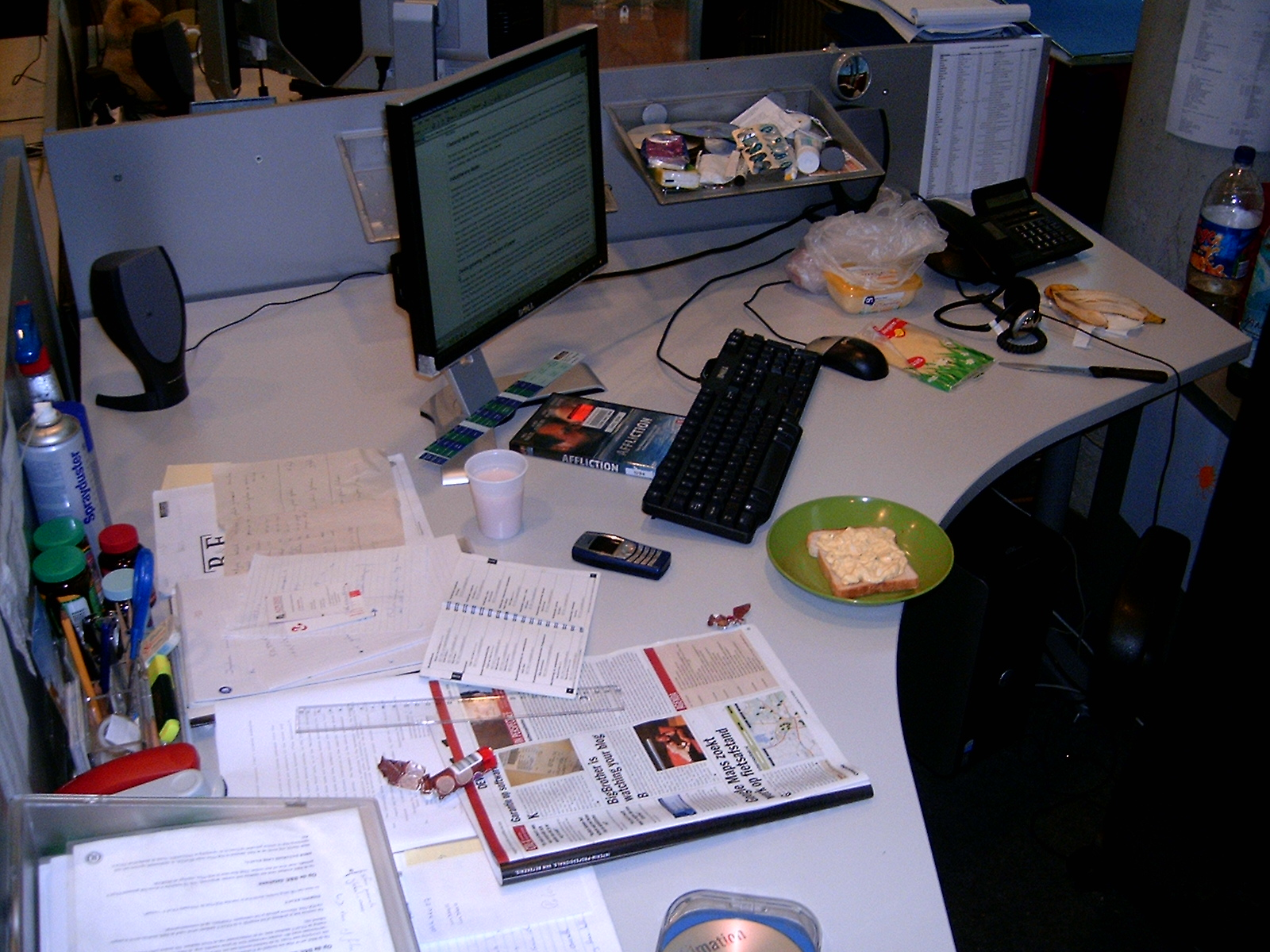
مكتب في حجرة، مما يدل على مشاركة المساحة بين مكونات الحاسوب والمستندات الورقية

كانت التحسينات على الأشكال المكتبية الأولى كبيرة خلال القرن التاسع عشر، حيث جعلت الآلات التي تعمل بالبخار ورق لب الخشب الرخيص ممكنًا في نهاية المرحلة الأولى من الثورة الصناعية. ووفر ذلك زيادة عدد العمال ذوي الياقات البيضاء. مع ازدياد عدد عمال المكاتب هؤلاء، صنعت المكاتب بكميات كبيرة، باستخدام أحدث آلات النجارة التي تعمل بالبخار. كانت هذهِ المرحلة أولى مراحل تصنيع المكاتب. منذ ذلك الحين، استمر صانعو الخزائن الرئيسيون في إنشاء كميات محدودة من المكاتب المصممة بدقة لمنازل ومكاتب الأثرياء، في حين تجمع الغالبية العظمى من المكاتب بسرعة من خلال العمالة غير الماهرة من المكونات التي صنعت على دفعات بواسطة الأدوات الآلية. وبالتالي، فإن العمر وحده لا يضمن أن المكتب العتيق هو تحفة فنية، لأن هذا الانقسام في الجودة حدث منذ أكثر من مائة عام.
أدى التطور في الكتابة والمراسلات إلى الحاجة لمكاتب أكثر تعقيدا وأكثر تخصصاً، مثل مكتب rolltop الذي كان صنع بكميات ضخمة، وهو البديل التقليدي للمكتب الأسطواني. حيث وفر ذلك طريقة سريعة ورخيصة نسبيًا لسد حاجة السوق المتزايدة باستمرار للأعمال الورقية دون الاضطرار إلى تقديم كل شيء بحلول نهاية اليوم. وأصبحت المستندات الورقية ضخمة بما يكفي لتخزن بشكل منفصل في خزائن الملفات. وصارت المراسلات والوثائق الأخرى كثيرة جدًا بحيث لا يمكن لفت الانتباه إليها أو طيها مرة أخرى، ثم تلخيصها ووضع علامات عليها قبل وضعها في حجرة صغيرة فوق سطح المكتب أو تحته. كان مكتب Wooton الشهير وغيره آخر مظاهر أسلوب "pigeonhole". ويمكن تحويل أسطح بعض المكاتب الجديدة إلى العديد من الأشكال والزوايا المختلفة، وكانت مثالية لعمل الفنانين والرسامين والمهندسين.

## إصدارات الصلب
حدثت طفرة صغيرة في العمل المكتبي وإنتاج المكاتب في نهاية القرن التاسع عشر وبداية القرن العشرين مع إدخال أزرار كهربائية أصغر حجمًا وأقل تكلفة. وورق كربون فعال مقرونًا بالقبول العام للآلة الكاتبة. صنعت المكاتب الفولاذية لتحمل كميات أثقل من الورق وتتحمل الضربات التي تتعرض لها الآلات الكاتبة. أدى هذا أيضًا إلى ظهور «مكتب الآلة الكاتبة»، وهي منصة، تكون أحيانًا على عجلات وبسطح قابل للتوسيع عبر اللوحات، صممت على ارتفاع معين لجعل الكتابة أسهل وأكثر راحة من استخدام مكتب قياسي أو تقليدي. أصبح المكتب المصمم على شكل حرف L شائعًا أيضًا، حيث استعملت «الساق» كملحق للآلة الكاتبة.
حدث توسع كبير آخر بعد الحرب العالمية الثانية مع انتشار التصوير الضوئي. زادت الأعمال الورقية من عدد العاملين في المكاتب، الذين تقلص حجم أسطح عملهم مع ارتفاع إيجارات المكاتب، فنقل الورق نفسه أكثر وأكثر مباشرة إلى خزائن الملفات أو إرسال إلى مراكز إدارة السجلات المتخصصة، أو تحول إلى ميكروفيلم، أو كليهما. وأصبحت المكاتب الثانوية المخصصة للجلوس على مقربة من العديد من موظفي العمل شائعة. حتى المكاتب التنفيذية أو الإدارية صارت تصنع بكميات كبيرة من الخشب الرقائقي الرخيص أو الألواح الليفية المغطاة بالخشب، حيث صار عدد الأشخاص الذين يديرون العمال ذوي الياقات البيضاء أكثر عدداً.

## نماذج الطلاب

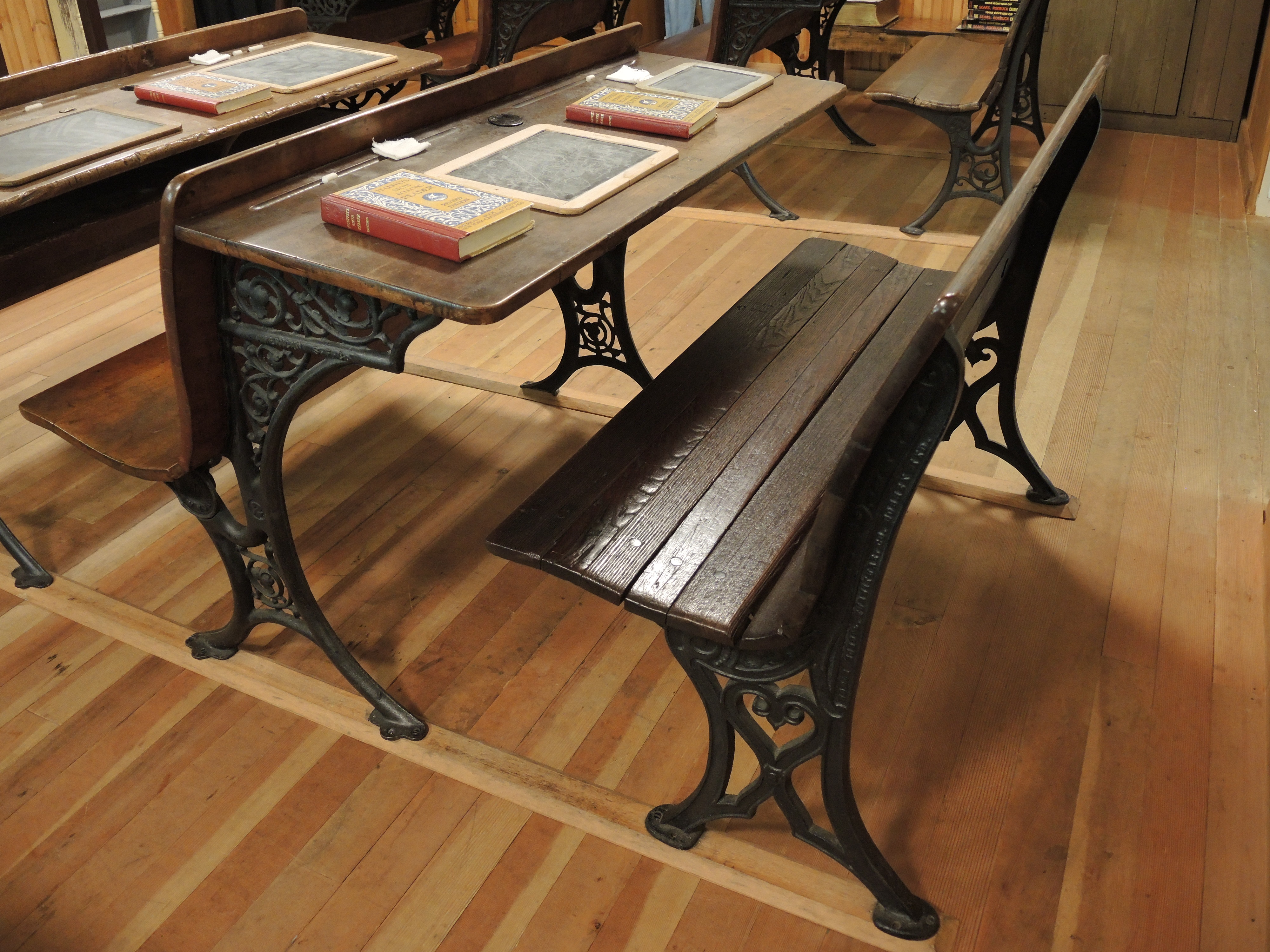
صنع مكتب المدرسة من قبل شركة SF الأمريكية في بوفالو، نيويورك في حوالي عام 1900

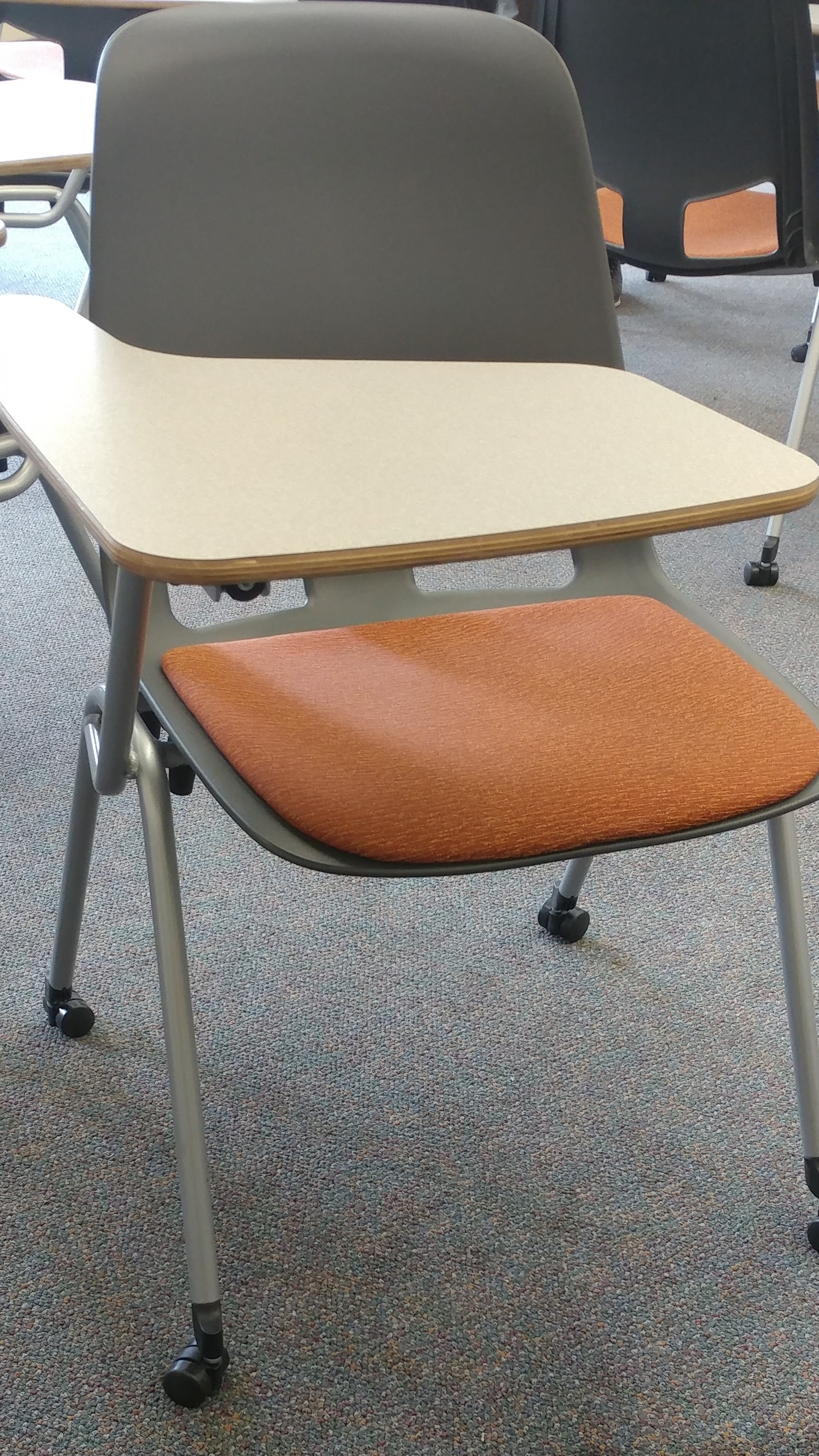
مكتب وكرسي للطلبة شائع الاستخدام في المدارس الثانوية والجامعات.

يمكن أن يكون مكتب الطالب هو أي شكل مكتبي مخصص للاستخدام من قبل المنتسب في التعليم الابتدائي أو الثانوي أو ما بعد الثانوي. صممت آنا بريدين وحصلت على براءة اختراع لمكتب مدرسي من قطعة واحدة في أواخر عقد الثمانينيات من القرن التاسع عشر وصمم مع قسم طاولة متصل بمقعد خشبي ومسند ظهر. قبل ذلك، كان جلوس معظم الطلاب في أمريكا إما على الكراسي أو على المقاعد الطويلة بجانب طاولات طويلة.
في المنازل، يشير مصطلح «مكتب الطالب» إلى مكتب صغير بقاعدة، أو طاولة كتابة مُصممة للاستخدام من قبل التلميذ في غرفته. غالبًا ما يكون مكتبًا بقاعدة، به قاعدة واحدة فقط من الركيزتين وحوالي ثلثي سطح المكتب. تسمى هذه المكاتب أحيانًا «مكاتب القاعدة اليسرى» و«مكاتب القاعدة اليمنى»، اعتمادًا على موضع القاعدة الفردية. هذه المكاتب ليست بطول مكاتب البالغين العادية. في بعض الحالات، يتصل المكتب بقطعة واحدة من المقعد إلى الطاولة.
عادة ما تصنع المكاتب بكميات كبيرة من الصلب أو الخشب وتباع في السوق الاستهلاكية. هناك مجموعة متنوعة من الخطط المتاحة لهواة الأعمال الخشبية لبناء إصداراتهم الخاصة. وتصنع مكاتب الطلاب الحديثة بكميات كبيرة في الغالب من أسطح طاولات خشبية ومقاعد بلاستيكية مصبوبة في وحدة واحدة مدمجة، مع تخزين موجود أسفل سطح المكتب أو على رف سلكي أسفل المقعد. ويوجد العديد من الأشكال الجديدة لمكاتب الطلاب المصممة لتوفير المساحة المحدودة نسبيًا في غرفة الطفل. وأحد أكثرها شيوعًا هو المكتب الذي يحتوي على سرير بطابقين، ويُطلق عليه أيضًا اسم «السرير العلوي».

## تأثير الحواسيب

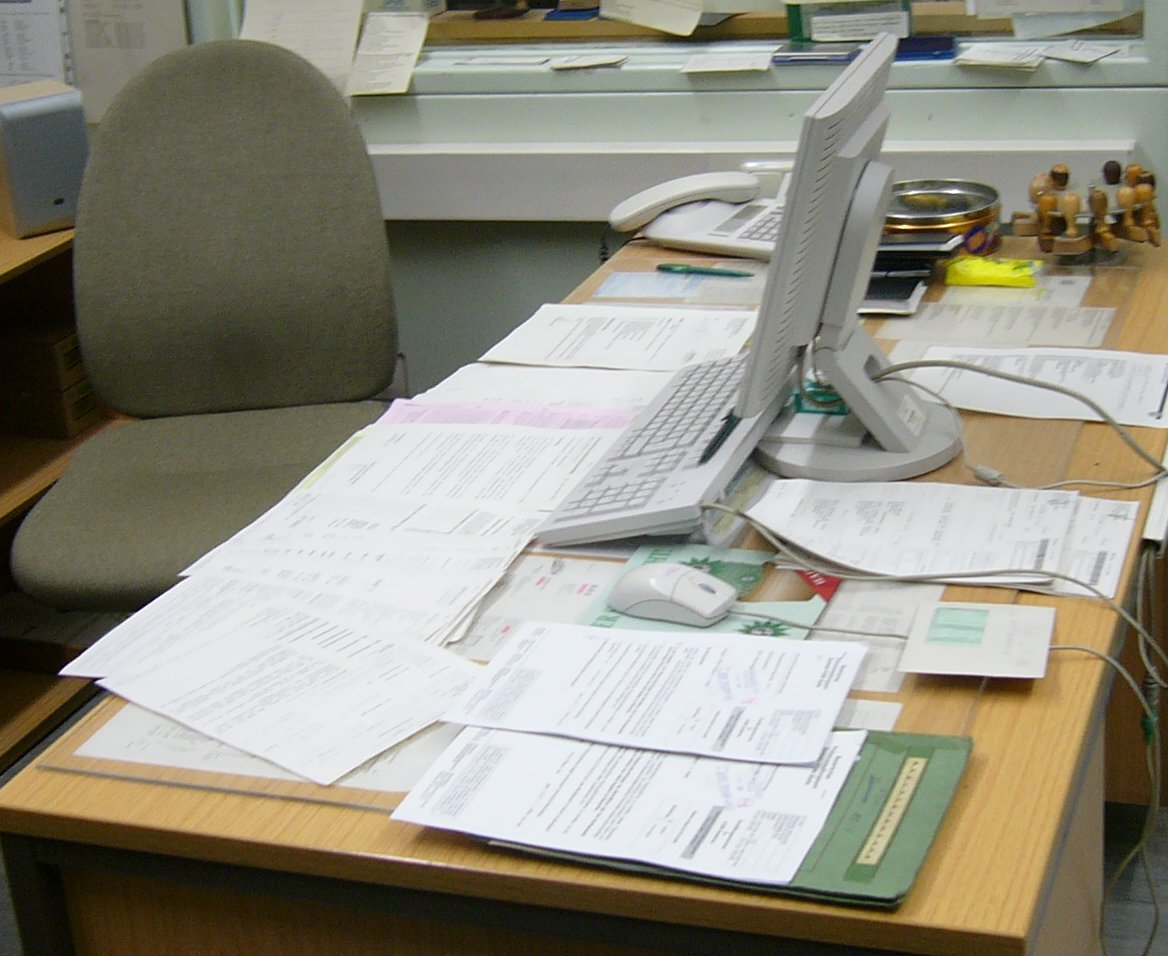
مكتب في مكتب

حتى أواخر عقد الثمانينيات، ظلت المكاتب مكانًا للأعمال الورقية و«ماكينات الأعمال»، لكن الحاسوب الشخصي كان يترسخ في الشركات الكبيرة والمتوسطة الحجم. تضمنت الأجنحة المكتبية الجديدة «فتحة في الركبة» والتي كانت مكانًا لجهاز حاسوب شخصي وصينية لوحة مفاتيح. وسرعان ما تضمنت تصاميم المكاتب الجديدة أجنحة «على شكل حرف U» والتي أضافت جسر عمل بين الكراسي الخلفية ومكتب الاستقبال. خلال فترة الركود في أمريكا الشمالية في أوائل عقد التسعينيات، طُلب من العديد من المديرين والعاملين التنفيذيين القيام بمعالجة الكلمات والوظائف الأخرى التي اكملت سابقًا عن طريق مجموعات الكتابة والسكرتارية. استلزم هذا وضع الحاسوب بشكل مركزي على أنظمة مكتب الجناح «على شكل حرف U».

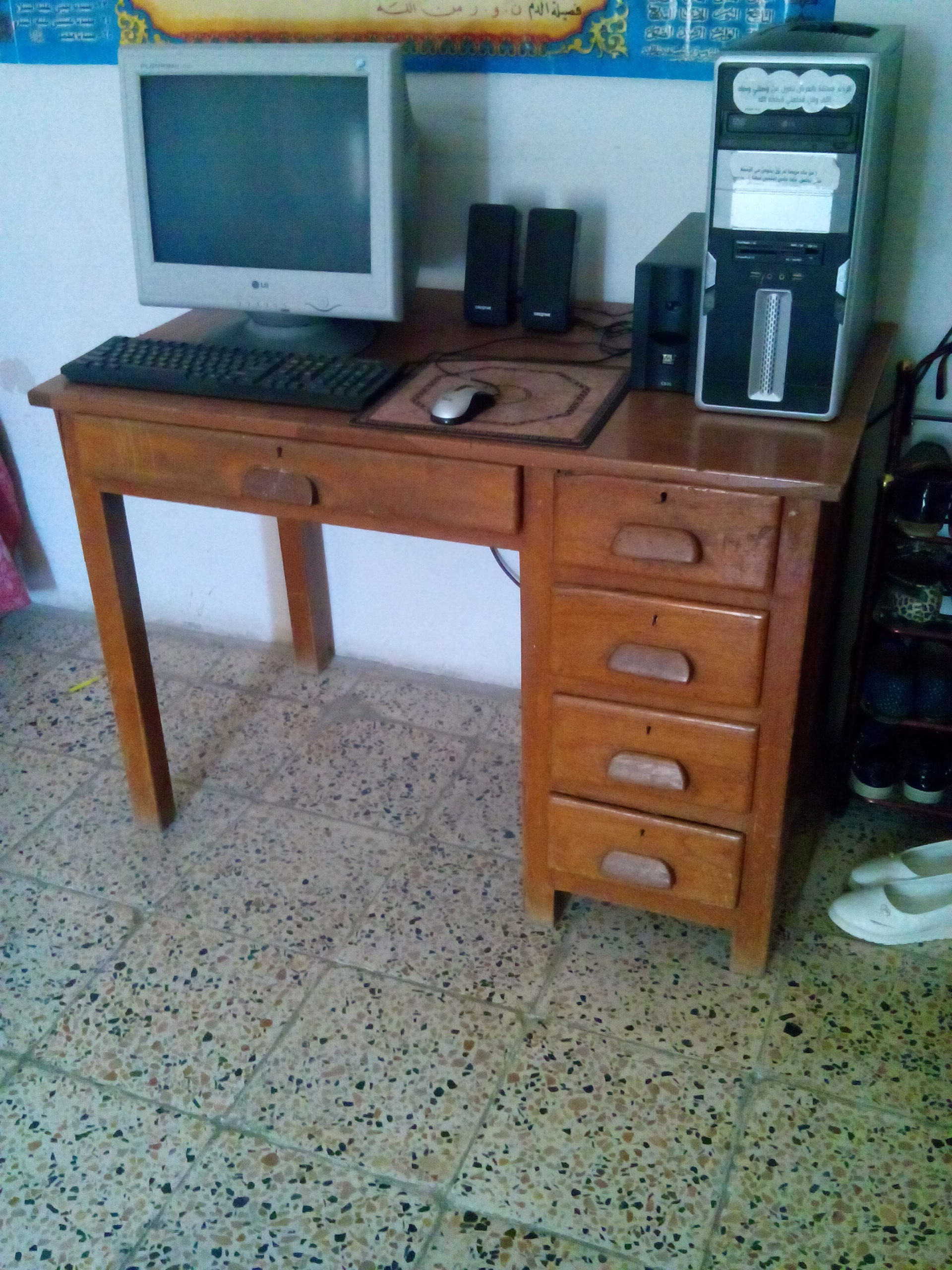
مكتب تراثي قديم للكتابة وضع عليه حاسوب شخصي

مع انتشار أجهزة الحاسوب، أصبح «ورق الحاسوب» من اللوازم المكتبية. لقد ولدت بداية هذا الازدهار الورقي حلم «المكتب الخالي من الورق»، حيث ستظهر جميع المعلومات فقط على شاشات الحاسوب. ومع ذلك، أدت سهولة طباعة المستندات الشخصية وعدم الراحة في قراءة النص على شاشات الحاسوب إلى قدر كبير من طباعة المستندات. تتنافس الحاجة إلى مساحة الأعمال الورقية مع زيادة مساحة المكتب التي تشغلها شاشات الحاسوب وأجهزة الحاسوب والطابعات والماسحات الضوئية والأجهزة الطرفية الأخرى. أدت الحاجة إلى مساحة أكبر إلى قيام بعض الشركات المكتبية بإرفاق بعض العناصر الملحقة بلوحة التواضع الموجودة في الجزء الخلفي من المكتب، مثل شرائط المنافذ وإدارة الكابلات، في محاولة لإزالة الفوضى الكهربائية على سطح المكتب.
خلال «الازدهار التكنولوجي» في عقد التسعينيات، زاد أعداد العاملين في المكاتب جنبًا إلى جنب مع تكلفة إيجار المساحات المكتبية. وصار مكتب المقصورة مقبولاً على نطاق واسع في أمريكا الشمالية كطريقة اقتصادية للضغط على المزيد من العاملين المكتبيين في نفس المساحة، دون زيادة تقليص حجم أسطح عملهم الضيقة. وصارت جدران المقصورة مكانًا جديدًا للعمال لتثبيت الأوراق والأشياء الأخرى بمجرد تركها على سطح المكتب الأفقي. استعملت حواف شاشة الحاسوب نفسها لإرفاق ملاحظات التذكير وبطاقات العمل.
في أوائل العقد الأول من القرن الحادي والعشرين، وجد العاملون في المكاتب الخاصة أن أثاثهم الجانبي والخلفي جعل من الصعب عرض محتويات شاشة الحاسوب للضيوف أو زملاء العمل. استجابت الشركات المصنعة لهذه المشكلة من خلال إنشاء مكاتب «مواجهة للأمام» حيث توضع شاشات الحاسوب في مقدمة محطة العمل «على شكل حرف U». يعزز وضع شاشة الحاسوب الأمامي هذا خط رؤية أوضح لتحية الزملاء ويسمح بالعرض المشترك للمعلومات المعروضة على الشاشة.
أدى استبدال شاشات الضخمة CRT بشاشات LCD المسطحة إلى توفير مساحة كبيرة على أجهزة الحاسوب المكتبية. ومع ذلك، غالبًا ما يزداد حجم شاشات العرض لتلائم العديد من النوافذ التي تظهر على الشاشة، لعرض المزيد والمزيد من المعلومات في وقت واحد. سمح الوزن الخفيف والمظهر النحيف للشاشات الجديدة بتثبيتها على أذرع مرنة، بحيث يمكن تأرجحها للعرض أو بعيدًا عن الطريق، وتعديلها بشكل متكرر حسب الحاجة.